# Étienne Moulinié
Étienne Moulinié   (Lauran, 10 d'octubre de 1599 - Llenguadoc, 1676) va ser un compositor francès del barroc.
Va néixer a Llenguadoc i, quan era infant, va cantar a la catedral de Narbona. Amb la influència del seu germà Antoine (mort el 1655), Moulinié va obtenir una cita a la cort, com a director de música per a Gastó Joan Baptista de França, el germà petit del rei. Per aquest va escriure música sagrada i secular, per a veu i llaüt o continu. També va escriure música per acompanyar el balleto altres danses. Va ensenyar a la filla de Gaston, Mlle de Montpensier. Moulinié va treballar amb Gaston fins a la mort d'aquest últim el 1660, moment en què es va veure obligat a trobar nova feina. Per això va tornar al seu lloc de naixement de Llenguadoc.
Moulinié va escriure sobre els gèneres d'ars de cour i airs à boire. Els seus airs de cour són estròfics i sil·làbics, però generalment més lliures que altres del mateix gènere. Les seves obres es van imprimir en diverses formes (per a veus soles i per a veu amb continu), i moltes es van canviar en textos sagrats per utilitzar-les a l'església, tot i que també va escriure altres peces religioses des del primer moment. La seva obra pot haver estat influenciada per músiques d'altres països, inclosa la música de ball d'Espanya i Itàlia. Les seves cançons, i els seus nous textos, es van transmetre molt bé, sent traduïdes a l'alemany i al neerlandès, publicant-se molt més lluny pel músic prussià Heinrich Albert (Königsberg, 1648).